# Момент (фотоаппарат)
«Момент» — шкальный фотоаппарат одноступенного процесса, выпущенный Государственным оптико-механическим заводом с 1952 по 1954 год в количестве 9000 штук.
В 1948 году фирма Polaroid освоила выпуск светочувствительных материалов, не требующих лабораторной обработки. После съёмки обработка производилась в камере, занимая несколько секунд, в результате чего получались готовые негатив и позитив. Для светочувствительных материалов этого типа в разных странах выпускалось несколько десятков различных фотоаппаратов (см.  List of Polaroid instant cameras).
Выпуск светочувствительного материала «Момент», аналогичного американскому рулонному фотокомплекту 40-й серии (формат кадра 3,25×4,25 дюйма, или 83×108 мм) был начат и в СССР. В 1950 году в ГОИ им. Вавилова на основе складной камеры «Фотокор № 1» был разработан фотоаппарат «Нева», пригодный как для съёмки на обычные фотопластинки 9×12 см, так и на советские фотокомплекты. Однако, вместо «Невы» в серийное производство был запущен более компактный «Момент», рассчитанный только на одноступенный процесс. Основой послужила первая модель Polaroid Land 95, выпущенная в 1948 году.

## Технические характеристики
- Тип применяемого фотоматериала — специальный фотокомплект одноступенного процесса «Момент», рассчитанный на получение восьми чёрно-белых негативов (на фотобумаге с галогенсеребряной эмульсией) и восьми чёрно-белых позитивов (на несветочувствительной бумаге). Размер кадра — 80×105 мм.
- Фотоаппарат имел складной корпус, изготовленный из тонкого стального листа и покрытый дерматином.
- Передняя панель фотоаппарата открывалась, затем принудительно выдвигался мех с оправой объектива и фотографическим затвором.
- Наведение на резкость от одного метра до «бесконечности» осуществлялось передвижением оправы объектива по откинутой передней панели при помощи рычажного устройства.
- Объектив Триплет «Т-26» 6,8/135, просветлённый, с ирисовой диафрагмой[4]. Значения диафрагм 6,8; 8; 11; 16; 22.
- Центральный междулинзовый фотографический затвор имел выдержки 1/10, 1/200 секунды и «В»[5]. Имелась резьба под спусковой тросик.
- На фотоаппарате «Момент» имеется два видоискателя — складной рамочный и съёмный оптический с зеркалом (не следует путать с видоискателями двухобъективных зеркальных камер и однообъективных зеркальных фотоаппаратов).
- На задней стенке фотоаппарата находятся две открывающиеся на петлях крышки для зарядки фотоматериала (наружная крышка с дверцей и ножом для отрывания позитива).
- Протягивание отснятого фотоматериала производилось рукой за свободный конец бумажного негатива и позитива.
- Автоспуск отсутствует.
- На камере имеется два штативных гнезда с резьбой 3/8 дюйма — для крепления фотоаппарата в вертикальном и горизонтальном положении.

## Описание фотокомплекта «Момент»
Фотоаппарат «Момент» работает на специальном фотоматериале и позволяет получать готовые снимки непосредственно после съёмки, без лабораторной обработки негатива и последующей печати и проявки позитива. Весь процесс происходит в самом фотоаппарате и на месте съёмки.
Фотокомплект «Момент» представляет собой два рулона специальной бумаги: негативной, светочувствительной (намотанной на катушку и защищённой ракордом) и позитивной (без катушки).
Позитивная лента (несветочувствительная) представляет собой лакированную фотоподложку. Приёмный слой позитивной ленты имеет активатор, частицы которого являются центрами физического проявления.
На позитивной ленте надсекаются восемь кадров 1, благодаря чему снимок легко извлекается из аппарата и имеет фигурно обрезанные края. После надсечки на ленту наклеивается прокладочная бумага 3 с восемью кадровыми окнами 5, ограничивающими изображение на снимке. Прокладочная бумага предназначена для скрепления и монтирования всех частей позитивной части комплекта. Толщина её ограничивает толщину слоя проявочной пасты. Каждый кадр на позитивной плёнке имеет капсулу 4 с проявляюще-фиксирующей пастой. Капсула изготавливается из фольги, покрытой защитными лаками, заполняется пастой и герметически закрывается, так как проявитель, содержащийся в ней, является очень активным и на воздухе быстро окисляется. Перед капсулой на позитивной ленте в аппарате на последней в аппарате имеются фиксаторные стрелки 2, которые служат для укрепления фиксаторных отверстий, а также для раздвигания валиков аппарата, чтобы избыток пасты не попал на следующий кадр.
В готовом виде фотокомплект (рассчитанный на восемь снимков с размером кадра 8×10,5 см) представляет собой компактный пакет из двух свёрнутых в рулоны лент, соединённых между собой защитным ракордом негатива.
Фотокомплекты следует оберегать от нажимов и ударов, так как при этом могут раскрыться капсулы с проявляющей пастой, что приводит к частичной или полной порче комплекта.
К фотокомплекту приложен тампон со стабилизирующим раствором, которым фотоснимок протирается для удаления продуктов окисления проявителя. Это необходимо для хорошей сохранности снимка.
Светочувствительность комплекта «Момент» составляла 32 ед. ГОСТ (по другим данным — 45 ед. ГОСТ).

## Порядок работы с фотоаппаратом
- Для зарядки светочувствительного материала необходимо открыть наружную 5 и внутреннюю 3 крышку.
- Негативная лента вкладывается в гнездо 4, ракорд проходит фокальную плоскость и огибает валик 2 внутренней крышки.
- Позитивная лента вкладывается в гнездо 1, совместно с ракордом негативной ленты пропускается к выходу из камеры 6.
- Наружная крышка 5 закрывается и обе ленты оказываются пропущенными между валиками 2.
- После экспонирования, при протягивании лент на один кадр за выступающий конец 6, капсула под давлением валиков 2 раскрывается и проявляющая паста распределяется равномерным слоем между негативной и позитивной лентами. Кадры, пройдя через давящие валики, попадают в контактную камеру, где и происходит проявление и одновременное фиксирование.
- Получение изображения на позитивной ленте обусловлено переносом (диффузия) непрореагировавшего галогенида серебра с негативной ленты (так называемое физическое проявление).
- Продолжительность обработки снимка в контактной камере фотоаппарата составляла около одной минуты. После извлечения снимка из контактной камеры его необходимо было протереть тампоном со стабилизирующим раствором. Извлечённый снимок дополнительно просушивался в течение 2,5—3 минут.

|                  |                  |           |                                 |                         |                           |
| Узел фокусировки | Оправа объектива | Вид снизу | Принудительное складывание меха | Наружная крышка открыта | Внутренняя крышка открыта |

## Особенности
- Фотоаппарат «Момент» предназначался в первую очередь не для фотолюбителей, а для технических и специальных съёмок — где требовалось немедленное получение позитивного материала.
- Для художественной и любительской фотографии качество и разрешающая способность полученных позитивов оставляли желать лучшего.
- Фотоматериал «Момент» обладал низкой фотографической широтой, экспозиция должна быть подобрана очень точно.
- При низкой температуре окружающей среды качество фотографий было неудовлетворительным.
- Фотоаппарат «Момент» и светочувствительные материалы к нему стоили дорого, в продажу почти не поступали.
- В 1969—1976 годах на КМЗ выпускался дальномерный фотоаппарат «Фотон» одноступенного процесса, применялись фотокомплекты с аналогичным названием «Момент».
- В брошюре «Возможности применения экспрессных методов в судебной фотографии» (Горинов Ю. А.), изданной в 1977 году Прокуратурой СССР (Всесоюзный институт по изучению причин и разработке мер предупреждения преступности) имеются рекомендации по применению фотоаппаратов одноступенчатого процесса для фотографирования места происшествия, описываются их преимущества и недостатки.
- В журнале «Советское фото» были опубликованы описания и чертежи любительской переделки фотоаппарата «Момент» в среднеформатную камеру под плёнку «Рольфильм» на размер кадра 6×9 см.

## Фотоаппарат «Ученик»
С 1952 по 1954 год Государственным оптико-механическим заводом на базе камеры «Момент» выпускался крупноформатный фотоаппарат «Ученик», рассчитанный на использование фотопластинок размером 9×12 см.